# Záhorie

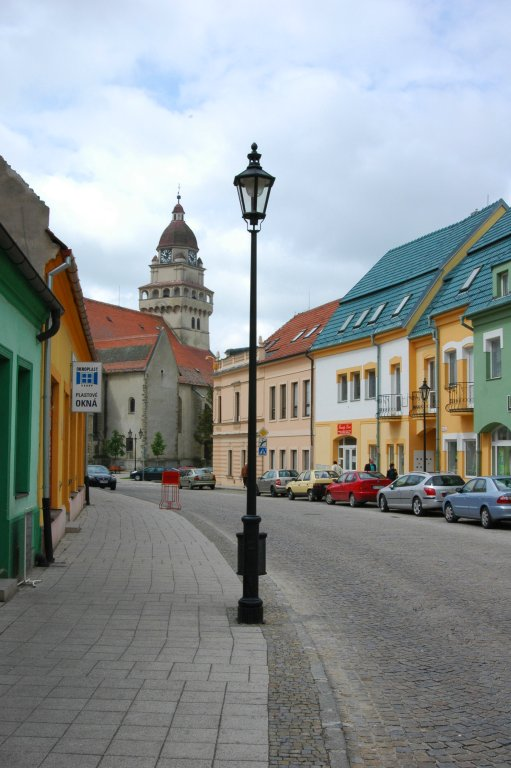
Skalica

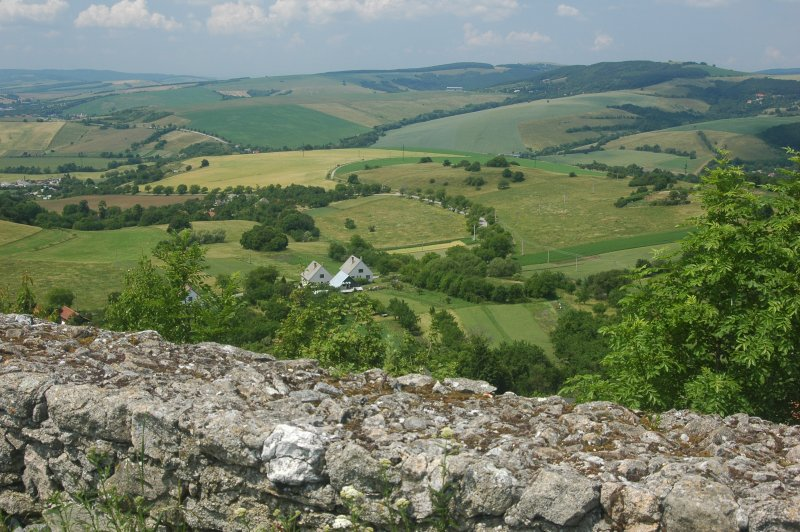
Záhorie

Záhorie (en húngaro: Erdőhát) es una región de la Eslovaquia occidental. Su área se encuentra en la frontera checo-austríaca. Záhorie limita en el río Morava en el oeste y al este por los Pequeños Cárpatos.
Záhorie tiene un clima favorable en los primeros lugares habitados en Eslovaquia. Ahora bien, hay buenas oportunidades para el área de ciclismo, el senderismo y la recreación en los lagos y ríos. Záhorie tiene atracciones incluida el balneario Smrdáky, la basílica de Šaštín-Stráže y el monumento en Skalica.
Ciudades importantes de la región son Malacky y Stupava. Administrativamente, se incluyen los siguientes distritos en la región turística:
- Malacky (excepto los municipios Borinka, Stupava y Marianka)
- Myjava (solo los municipios Brezová pod Bradlom, Košariská Bukovec y Priepasné)
- Senica
- Skalica